# Biagio Agnes
Biagio Agnes (Serino, 25 luglio 1928 – Roma, 30 maggio 2011) è stato un giornalista e dirigente d'azienda italiano,  direttore generale della RAI. Era fratello di Mario Agnes, Presidente nazionale dell'Azione Cattolica e direttore dell'Osservatore Romano.

## Biografia
Figlio di un capotreno delle Ferrovie dello Stato, nacque a Serino, piccolo paese dell'Irpinia. Sposato con Rosella, ebbe tre figlie: Titti, insegnante di Letteratura italiana, Simona, attuale presidente della Rai, e Lucrezia, vice caporedattore di NewsMediaset. Anche suo fratello, Mario, è stato un autorevole giornalista: fu direttore de L'Osservatore Romano, quotidiano della Santa Sede, dal 1984 al 2007.

### Attività in RAI
Esordì come giornalista nel Corriere dell'Irpinia, poi si trasferì a Roma. Nel 1957 lavorò nel settimanale Rotosei; l'anno seguente entrò in RAI. Negli anni sessanta creò il Telegiornale delle 13:30. Fu il primo telegiornale italiano nel quale le notizie vennero lette da giornalisti e non da speaker professionisti. Nel 1975 l'assetto dell'informazione televisiva Rai fu riformato ed Agnes non rientrò nei piani della nuova dirigenza. Da Roma fu trasferito a Napoli dove, nel 1977, divenne direttore per l'informazione radiofonica e televisiva regionale. Riemerse a Roma nel 1979: dapprima curò la sperimentazione della terza rete e, a fine anno, divenne il primo direttore della testata per l'informazione regionale di cui, fino al 1987, il TG3 era un inserto. Nello stesso anno ideò insieme a Luciano Lombardi D'Aquino il celebre programma medico televisivo Check-up, trasmesso su Rai Uno. Nel 1982, anno in cui l'amico e conterraneo Ciriaco De Mita diventava segretario della DC, venne nominato direttore generale della RAI. Fece sorgere a Roma nord il centro di produzione di Saxa Rubra.

### Attività post-RAI
Nel 1990 Agnes divenne presidente della holding delle telecomunicazioni STET da cui proveniva Umberto Silvestri, suo successore alla direzione generale della RAI. A questo periodo risale l'attacco rivolto a lui e alla compagnia da parte di Beppe Grillo nel corso della seconda parte del suo spettacolo al Teatro delle Vittorie in Roma nell'ambito del servizio telefonico fornito dal numero 144, che avrebbe attirato al telefono un'intera generazione di adolescenti nei primi anni novanta fruttando bollette altissime e danni economici delle famiglie.
Nel 1997 fu presidente di Telemontecarlo. Nel 1987 fu nominato Cavaliere del Lavoro, nel 1992 ricevette la laurea honoris causa in Comunicazione e Telecomunicazioni dell'Università di Buenos Aires.
Nel 2004 pubblicò, insieme ad Antonio Mazza, il libro TV. Moglie, amante, compagna (Ediz. RAI-ERI, 2004). Il 4 ottobre 2004 ricevette la laurea magistrale honoris causa in Medicina e Chirurgia dall'Università degli Studi di Parma con la motivazione seguente: "l'impegno e la dedizione costante di Biagio Agnes per promuovere i programmi di informazione sanitaria hanno rappresentato una lungimirante visione della sanità che ha permesso negli anni ai cittadini di conoscere meglio un mondo per larga parte sconosciuto."
Nel 2006 fu nominato direttore della Scuola di Giornalismo dell'Università di Salerno, corso biennale post laurea riconosciuto dall'Ordine dei Giornalisti. Agnes è morto il 30 maggio 2011 all'età di 82 anni, ed è ora sepolto nel cimitero di Serino, suo paese natale.
A lui è intitolato il centro di produzione RAI di Saxa Rubra a Roma.
Il 30 maggio 2016 il Comune di Avellino gli ha dedicato uno slargo che si affaccia su corso Vittorio Emanuele II.

## Fondazione Biagio Agnes
Il 10 ottobre 2011 è stata costituita la "Fondazione Biagio Agnes" «con l’obiettivo di dare continuità ai valori che hanno ispirato la vita e il pensiero di Biagio Agnes».
Tra le iniziative della Fondazione il Premio Biagio Agnes «che vuole valorizzare e premiare la professione giornalistica in ogni suo aspetto».